# Devils & Dust (Lied)
Devils & Dust ist das Titelstück des dreizehnten Studioalbums Bruce Springsteens Devils & Dust von 2005. Das Lied erhielt, auch wegen seiner Thematik zum Irak-Krieg, lobende Kritikerstimmen und wurde mit einem Grammy ausgezeichnet.

## Inhalt
Das Lied erzählt die Geschichte eines Soldaten vermutlich während der Invasion der US-Streitkräfte im Irakkrieg 2003. Der Soldat stellt seine Rolle in Frage und sucht nach Halt in seiner Mission, während er die ganze Zeit misstrauisch gegenüber den Veränderungen ist, die er erfährt. (I got God on my side, I'm just trying to survive - What if, what you do to survive Kills the things you love. Fear's a powerful thing ...)
Unsicher darüber, wem er in dieser Zeit der moralischen Ambiguität vertrauen kann, wird sein Glaube an Gott getestet, als er seinen Kameraden Bobby in „einem Feld von Blut und Steinen“ („in a field of blood and stone“) sterben sieht.
Am Ende des Songs möchte der Soldat eine gerechte Stellung einnehmen und weiter nach einer moralisch richtigen Lösung suchen. Trotzdem handelt es sich hier nicht um ein Anti-Kriegs-Lied im herkömmlichen Sinne. Der Vers „I got God on my side“ („Ich habe Gott an meiner Seite“) ist wahrscheinlich eine Referenz an Bob Dylans klassisches Anti-Kriegs-Lied „With God on Our Side“.

## Erfolg
Das Lied wurde dreifach bei den Grammy Awards 2006 nominiert und gewann ihn in der Kategorie Best Solo Rock Vocal Performance. In den US-Charts erreichte der Song Platz 72.

## Musikvideo
Das Musikvideo wurde in Asbury Park (New Jersey) gedreht. Es zeigt Springsteen, der mit einer Gitarre und Mundharmonika den Song singt.